# Huntemannia biarticulatus
Huntemannia biarticulatus is een eenoogkreeftjessoort uit de familie van de Nannopodidae. De wetenschappelijke naam van de soort is voor het eerst geldig gepubliceerd in 1973 door Shen & Tai.